# 청송심씨 찰방공종택
청송심씨 찰방공종택은 대한민국 경상북도 청송군 파천면에 있다. 2009년 9월 1일 청송군의 문화유산 제13호로 지정되었다.

## 개요
1933년 송소고택 인근에 건립된 찰방공 심당의 종택이다.